# Isla Plum (Massachusetts)
La isla Plum  es una isla situada al nordeste de la costa de Massachusetts, al norte del cabo Ann. Es una isla barrera de aproximadamente 17,7 km de longitud.
Forma parte de los núcleos de población de Newbury, Newburyport, Rowley e Ipswich. La zona residencial se reparte principalmente entre Newbury y Newburyport. 
El nombre de la isla proviene del nombre del arbusto que abundantemente puebla sus costas, la Prunus maritima o beach plum en inglés.
La isla está apenas separada del continente por el río Parker; el extremo norte se localiza la desembocadura del río Merrimac. La mayoría de la isla Plum (parte sur) se constituyó en el Parker River National Wildlife Refuge, refugio natural de muchas especies y hoy en día zona protegida. Sin embargo, la zona norte de la isla está densamente poblada con residentes temporales y permanentes.
La arquitectura se observa como una mezcla heterogénea de antiguas casas de campo, cómodas casas de madera (saltboxes), edificios residenciales y casas en plena línea de costa.  
Prácticamente casi toda la línea de costa es una atractiva playa pública, a pesar de que la mayor parte de ella sólo accesible a pie a través de caminos entre las dunas. En conjunto, la isla resulta un lugar atractivo para el turismo, la ornitología o simplemente para tomarse un descanso.